# 酒井浩文
酒井 浩文（さかい ひろふみ、1965年2月10日 - ）は、日本の男性競歩選手である。
1988年ソウルオリンピックで日本代表として出場した。

## 実績
| 年   | 大会                     | 会場                       | 結果 | 補足  |
| 日本 | 日本                     | 日本                       | 日本 | 日本  |
| ---- | ------------------------ | -------------------------- | ---- | ----- |
| 1988 | オリンピック             | 大韓民国、ソウル           | 26位 | 20 km |
| 1989 | アジア陸上競技選手権大会 | インド、ニューデリー       | 1位  | 20 km |
| 1990 | アジア競技大会           | 中華人民共和国、北京       | 2位  | 20 km |
| 1991 | 世界陸上競技選手権大会   | 日本、東京都               | 失格 | 20 km |
| 1993 | アジア陸上競技選手権大会 | フィリピン、マニラ         | 2位  | 20 km |
| 1993 | 世界陸上競技選手権大会   | ドイツ、シュトゥットガルト | 失格 | 20 km |
| 1993 | 世界陸上競技選手権大会   | ドイツ、シュトゥットガルト | 32位 | 50 km |
| 1997 | 東アジア競技大会         | 大韓民国、釜山             | 3位  | 20 km |